# Stempelgeld
Stempelgeld (ugs. für Arbeitslosenunterstützung) ist eine veraltete umgangssprachliche Bezeichnung für das Arbeitslosengeld von der Weimarer Republik bis zur Bundesrepublik Deutschland. 
Die Bezeichnung rührt von den Stempeln, mit denen sich ab den 1920er Jahren Arbeitslose den Besuch auf dem Arbeitsamt auf einer „Stempelkarte“ bestätigen lassen mussten, wobei sie einen bestimmten Geldbetrag ausgezahlt bekamen. Teilweise hatten sich die Erwerbslosen täglich oder zumindest mehrmals wöchentlich auf der Stempelstelle (Rathaus etc.) zu melden. Auch der Ausdruck „stempeln gehen“ wurde früher und wird vereinzelt heute noch synonym für arbeitslos sein gebraucht.